# Corquín
Corquín é um município de Honduras, localizado no departamento de Copán.